# Bronckhorst
Bronckhorst () è una municipalità dei Paesi Bassi situata nella provincia di Gheldria.
È stata costituita nel 2005 dall'unione delle municipalità di Hengelo, Hummelo en Keppel, Steenderen, Vorden e Zelhem.